# Samsung Galaxy Xcover 2
Samsung Galaxy Xcover 2 (GT-S7710) - водо- и пылезащищенный IP67 смартфон производства компании Samsung, работающий под управлением операционной системы Android. Анонсированный и выпущенный Samsung в марте 2013 года, Galaxy Xcover 2 является преемником Xcover. Сам Xcover 2 был заменен на Xcover 3.

## Функции
Смартфон оснащен 4,0 дюймовым PLS TFT LCD емкостным сенсорным экраном с 16M цветов с разрешением WVGA (480x800). Он оснащен 5-мегапиксельной камерой с автофокусом и LED вспышкой и VGA фронтальной камерой. Он оснащен литий-ионным аккумулятором емкостью 1700 mAh..
Galaxy Xcover 2 поставляется с Android 4.1.2 Jelly Bean. В комплект поставки входят Music Hub 3.0, Game Hub 2.0, Chat-On и Samsung Apps.

## Смотрите также
- Samsung Galaxy
- Samsung Rugby Smart